# إشتفان رومان
إشتفان رومان (بالمجرية: Román István)‏ هو سياسي مجري، ولد في 10 أغسطس 1975 في المجر. حزبياً، نشط في فيدس – الاتحاد المدني المجري. وقد انتخب عضو الجمعية الوطنية المجرية.